# Pleurocope floridensis
Pleurocope floridensis is een pissebed uit de familie Pleurocopidae. De wetenschappelijke naam van de soort is voor het eerst geldig gepubliceerd in 1985 door Hooker.